# Boulevard Macdonald
Boulevard Macdonald je bulvár v 19. obvodu v Paříži. Je součástí tzv. Maršálských bulvárů. Bulvár nese jméno Étienna Jacquese Josepha Alexandra Macdonalda (1765–1840), maršála Francie.
Začíná u kanálu Ourcq, kde navazuje přes most na Boulevard Sérurier, překračuje kanál Saint-Denis a končí na křižovatce s ulicemi Rue d'Aubervilliers a Avenue de la Porte d'Aubervilliers, kde na něj navazuje Boulevard Ney.

## Historie
V letech 1840–1845 byly postaveny kolem Paříže nové hradby. Dnešní bulvár vznikl na místě bývalé vojenské cesty (Rue Militaire), která vedla po vnitřní straně městských hradeb. Tato silnice byla armádou převedena městu Paříži na základě rozhodnutí z 28. července 1859.
V roce 2009 byly zahájeny stavební práce na prodloužení tramvajové linky T3. Linka bude uvedena do provozu v roce 2012.